# Zagroby (Łódź)
Pour les articles homonymes, voir Zagroby.
Zagroby (prononciation [zaˈɡrɔbɨ]) est un village de la gmina de Żychlin, du powiat de Kutno, dans la voïvodie de Łódź, situé dans le centre de la Pologne.
Il se situe à environ 5 kilomètres au nord-est de Żychlin (siège de la gmina), 23 kilomètres à l'est de Kutno (siège du powiat) et 56 kilomètres au nord de Łódź (capitale de la voïvodie).
Sa population s'élevait approximativement à 150 habitants en 2006.

## Administration
De 1975 à 1998, le village était attaché administrativement à l'ancienne voïvodie de Płock.

Depuis 1999, il fait partie de la nouvelle voïvodie de Łódź.